# フックスタール
フックスタール (ドイツ語: Fuchstal) はドイツ連邦共和国バイエルン州オーバーバイエルン行政管区のランツベルク・アム・レヒ郡に属す町村（以下、本項では便宜上「町」と記述する）である。ミュンヘンの南西約60kmに位置し、ウンターディーセンとともにフックスタール行政共同体を形成する。

## 地理
フックスタールは広義には、ヴィースバッハ川の渓谷沿いに位置するエアプフティングからエリクホーフェン（この2つはランツベルク・アム・レヒに属す）、ウンターディーセン、アッシュ、ゼーシュタル、レーダーを経てデンクリンゲンまでを指す。
元々フックスタールの名前は渓谷の形が煙道 (Fuchs) を思い起こさせることに由来する。一説には、夏になると一帯の湿地が赤褐色に色づき、その色がキツネ (Fuchs)の色に似ていることから名付けられたという。

### 自治体の構成
この町は、公式には19の地区 (Ort) からなる。このうち小集落や孤立農場などを除く集落を以下に列記する。
- アッシュ
- エングラーツホーフェン
- レヒミューレン
- レーダー
- レーマーケッセル
- ゼーシュタル
- ヴェルデン

### 地理上の位置
マルクト・レーダーとアッシュはレヒ川の西約2kmの幅の広い砂利のテラス上に位置し、古いモレーンが東の境界をなす。ゼーシュタルはレヒ川に直接面しており、集落の高い部分が砂利のテラスへの登り口にかかる。ゼーシュタルとレーダーの間を連邦道B17号線が通っている。この連邦道のこの区間は、ロマンティック街道の一部となっている。ローマ時代にはクラウディア・アウグスタ街道が町域内を通っていた。その跡は自転車道として整備され、標識がつけられている。

## 歴史

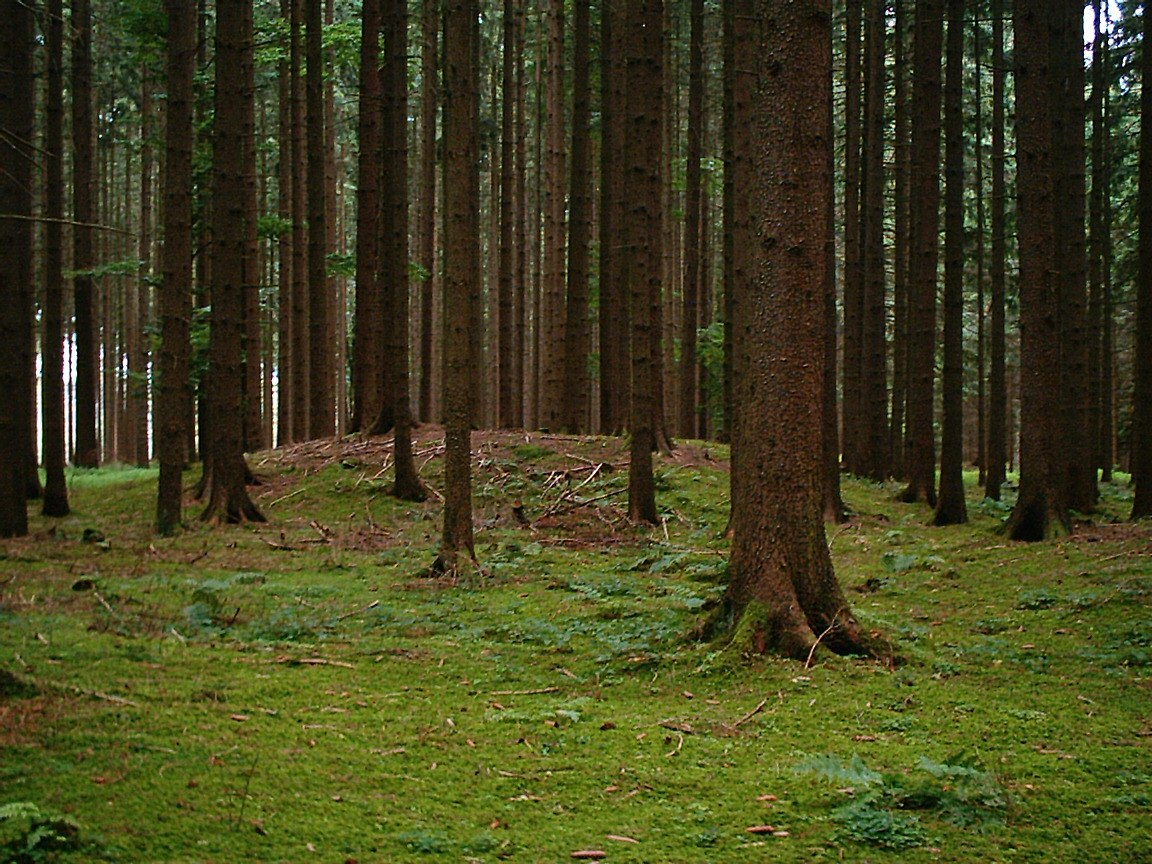
丘陵墓

この地域の入植は、ラ＝テーヌ期に遡ることが証明されている。アッシュやレーダーには丘陵墓や多くのケルト時代の方形防塁が遺されている。

### マルクト・レーダー

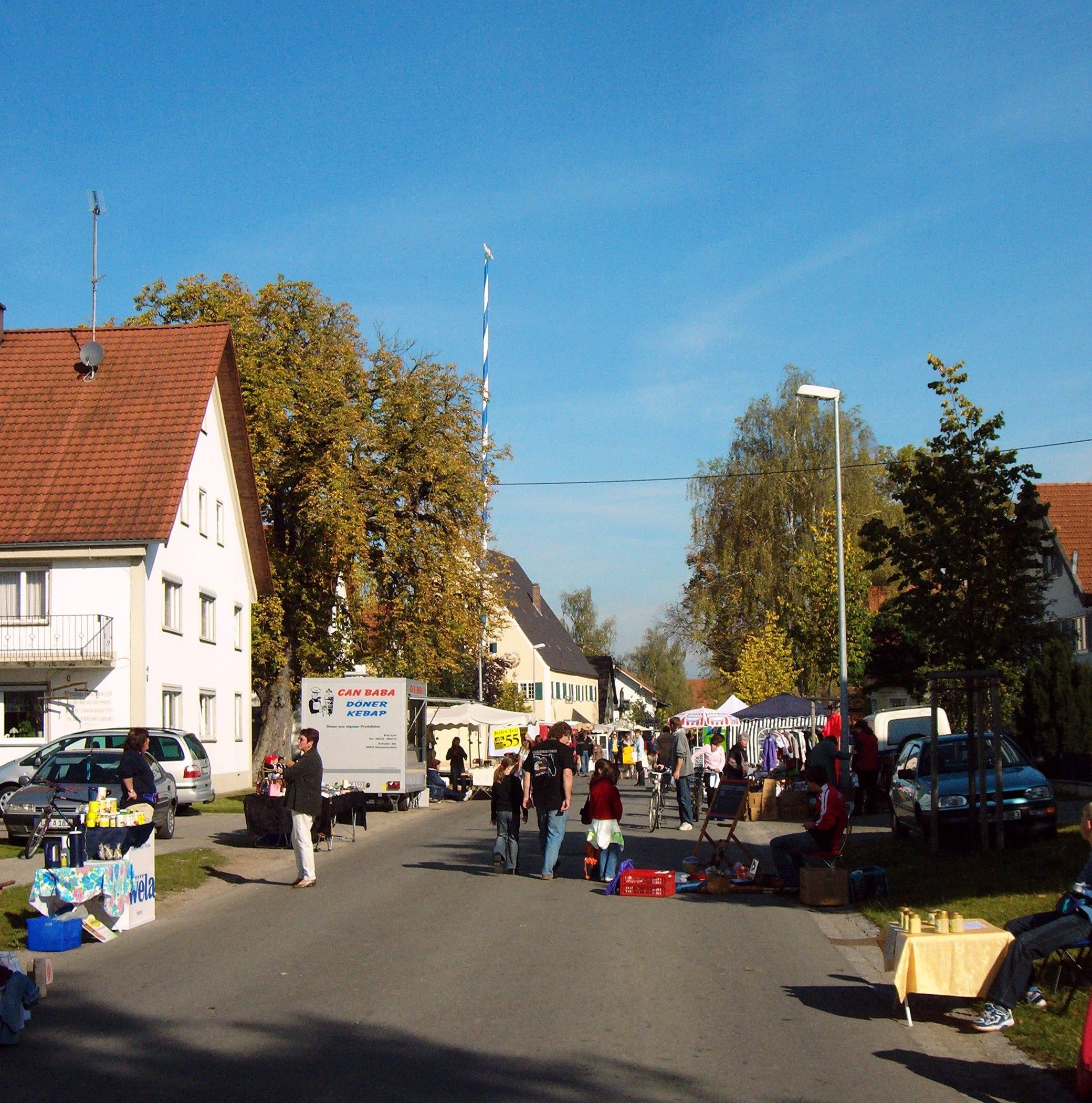
レーダーのメインストリート

この町の最も古い集落はマルクト・レーダーである。この集落はおそらく8世紀に、シュヴァーベンの後背地をバイエルン人の攻撃から護るためにフランク人によって建設されたと考えられる。集落の名はフラマン語の "Lethe" — "Lede"、すなわち人工的に川の流れを変えたことに由来する。マルクト・レーダーは、はじめはフラマン人が、やがてシュミートバッハ族が統治した。
1401年にフリードリヒ・フォン・フライブルクがレーダーを購入し、その子孫は1497年まで村を治めたが、この年にアウクスブルクの商人で市長のジークムント・ゴッセンブロートに売却された。その死後1508年に、やはりアウクスブルク市長を務める娘婿のウルリヒ・レーリンガーがレーダーを相続した。レーリンガーは1527年にレーダーにプロテスタント信仰をもたらした。1595年、ヤーコプ・フッガーがこの村を62,000グルデンで購入し、再びカトリックの司祭をおいて、新しい教会を建設した。
1661年からレーダーは保護領としてアウクスブルク司教本部に属し、ヴェルフ家の下級代官の代官所が設けられた。この時代、現在の教会の上に城塞があった。1905年に新しい墓地とかつてのスポーツグラウンドのアルムヒュッテとの間で、モルタルで接着された荒石造りの壁の跡が発掘された。これが当時の城塞の遺構である。この時代のレーダーについてはおそらく1792年に始めてシュヴァーベン事典に記録された。また、市場開催権に関しては、食料品と家畜の市場が年2回開催されたことが1807年の文書で確認される。食料品市は現在でも5月と秋の日曜日毎に町のメインストリート沿いで開催されている。

### アッシュ
アッシュはアウクスブルクの聖シュテファン修道院の所領となり、領邦君主権と下級裁判権を行使した。レーダーとアッシュはシュヴァーベンに属す。

### ゼーシュタル
筏町のゼーシュタルはレヒラインの一部であり、昔からバイエルンに属していた。
第二次世界大戦中、1944年の秋から1945年3月まで、この集落にはカウフェリング外部収容所群の収容所があった。この収容所では100人を超える収容者が強制労働に従事しなければならなかった。1950年にバイエルン州政府はゼーシュタルの東のレヒ川河畔に記念碑を建立した。これは、少なくとも22人の1945年までに亡くなった強制収容所の収容者を思い起こさせる。B17号線沿いの案内板が強制収容所の記念の場所を示している。

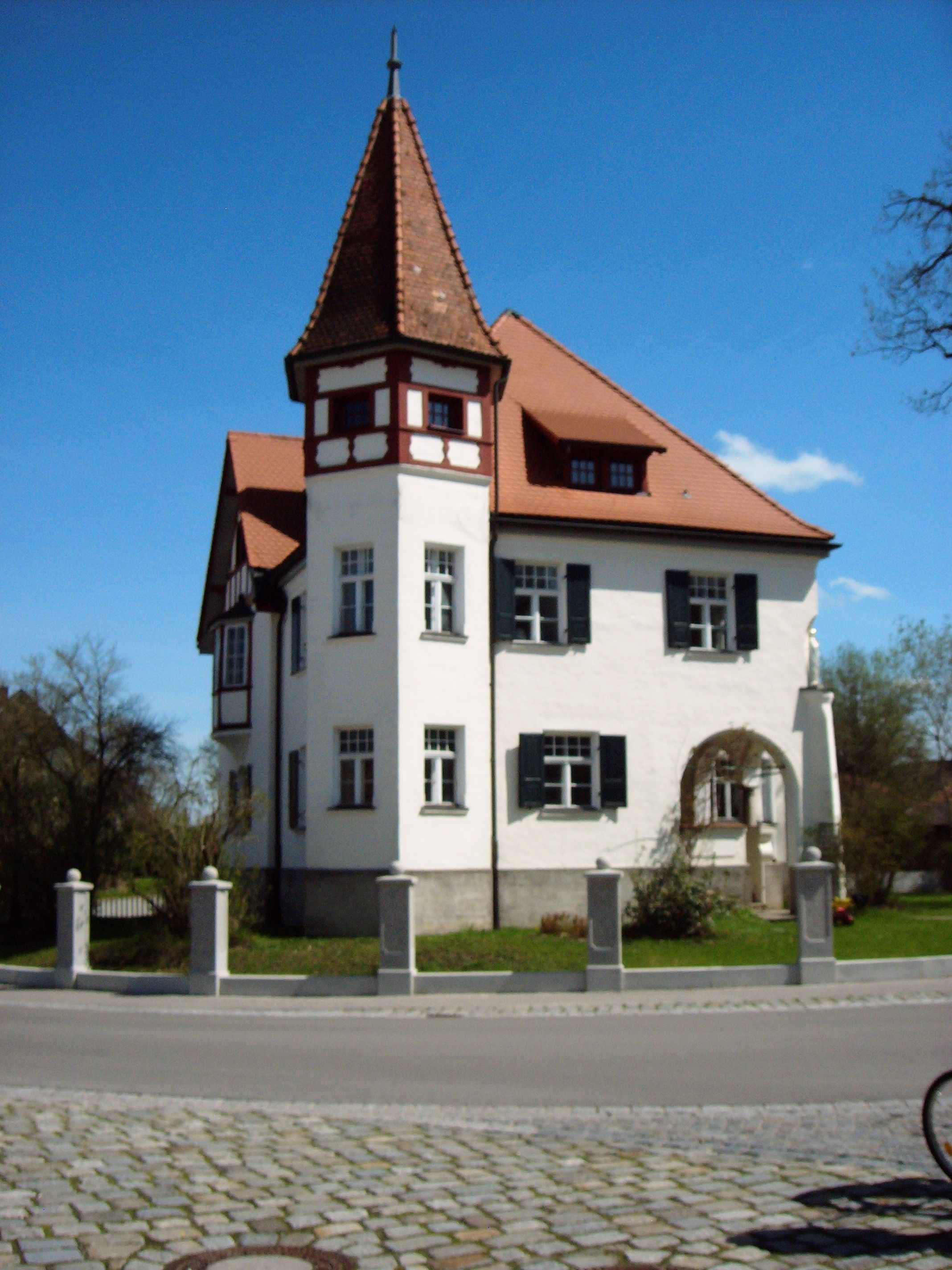
レーダーに遺るユーゲントシュティール様式の建物

### 近代
1803年の帝国代表者会議主要決議とこれに伴う世俗化以降、現在のフックスタールの町域全体がバイエルン領となった。市町村再編までアッシュとレーダーはシュヴァーベン行政管区に属していた。
現在のフックスタールは1972年の市町村再編に伴い、アッシュ、マルクト・レーダー、ゼーシュタルが合併して成立した。1978年にフックスタールとウンターディーセンはフックスタール行政共同体を結成した。

## 行政

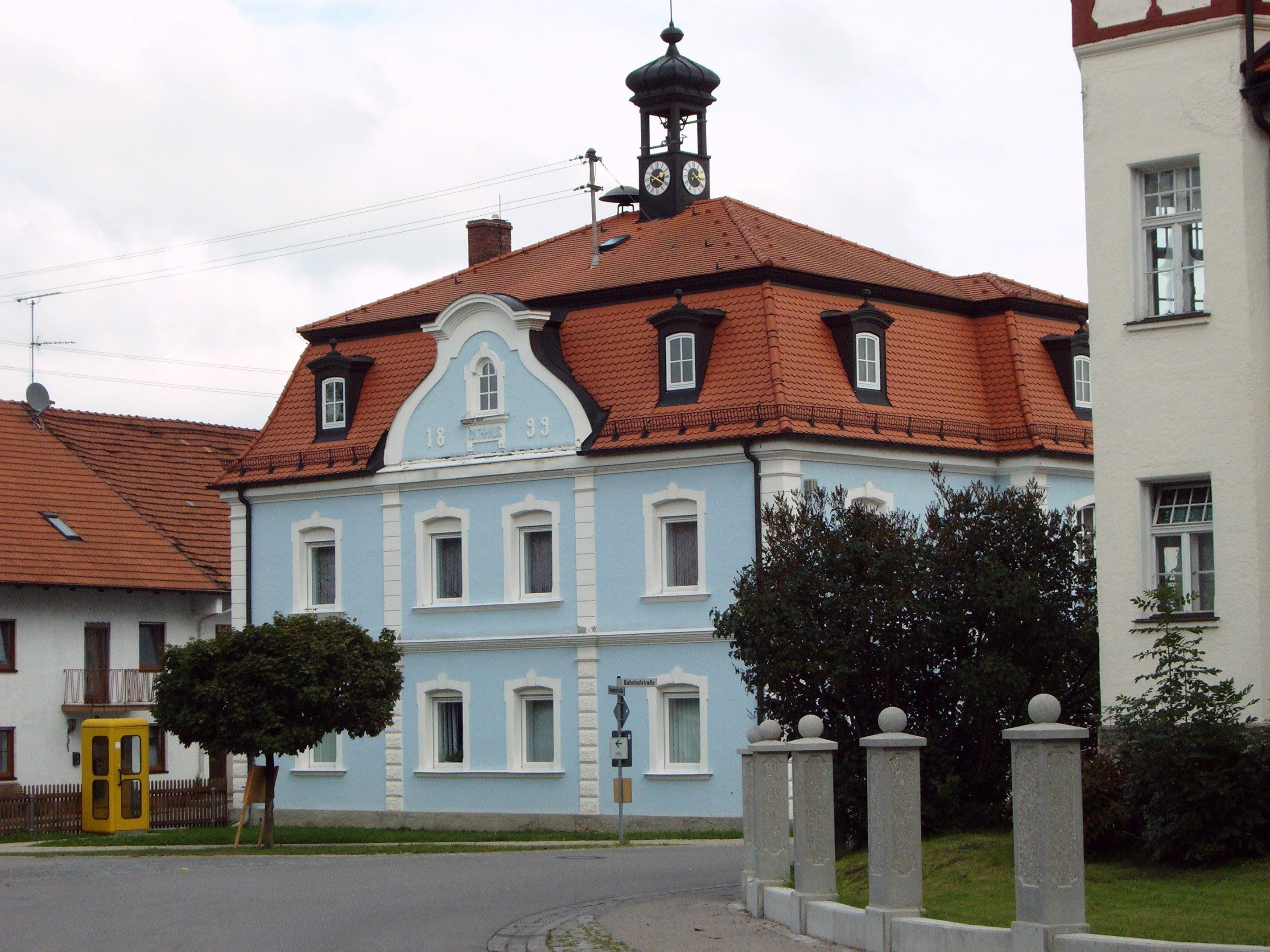
フックスタールの町役場（レーダー）

町長はエルヴィン・カルク (Freie Wählergemeinschaft Leeder und Freie Wählergemeinschaft Asch) である。町長代理はノルベルト・ケース (Freie Wählergemeinschaft Leede) である。町議会は16議席である。

### 紋章
フックスタールの紋章は1972年に採択され、1950年代から使われていたアッシュとレーダーの紋章は廃止された。紋章は、銀地の基部に赤い船の舵の先端部が描かれている。その上は、左右二分割。向かって左が青地に銀の斜め波帯。向かって右が金地に緑のトネリコの葉。
船の舵はかつての筏町ゼーシュタルを表す。斜め波帯はレーダーを貫いて流れるシュミートバッハ川を象徴したものである。トネリコ (Esche) の葉はアッシュ (Asch) を示している。

## 文化と見所

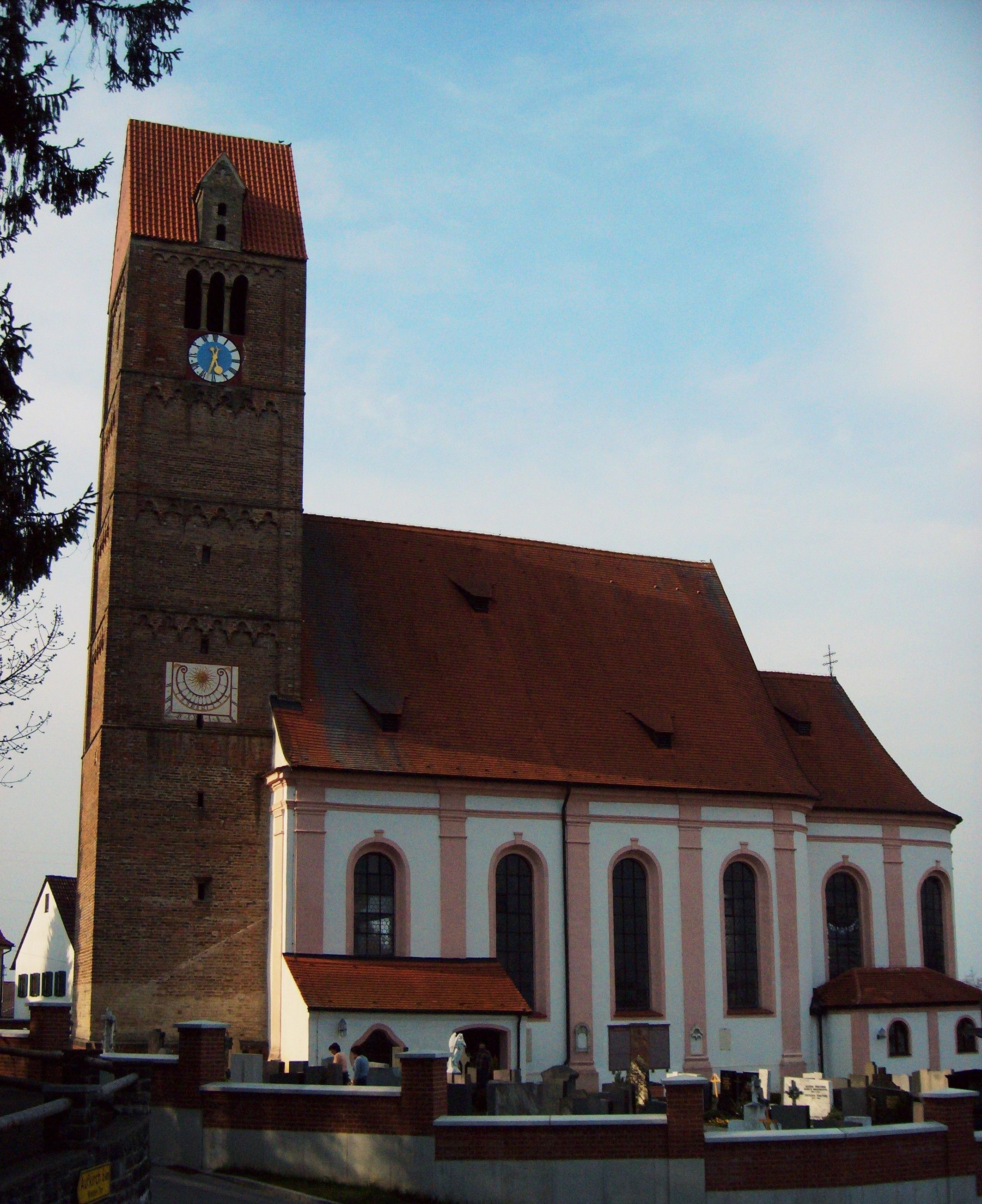
マリアの告知教区教会

レーダーには古い建物はわずかしか遺っていない。城館、集落の高台のドライヴァイアーヴェクにあるマルティンスブルン離宮、その他の領主の建物は世俗化後に廃材として競売に掛けられた。遺されているのは16世紀にすでに記録されている食堂（現在のレストラン・ルイトポルト）と、現在は店舗になっている囲い壁の一部とともに遺っている領主の納屋である。
- レーダーのマリアの告知教区教会
- ヴェルデンの聖シュテファン教区教会

## 引用
1. ↑  https://www.statistikdaten.bayern.de/genesis/online?operation=result&code=12411-003r&leerzeilen=false&language=de Genesis-Online-Datenbank des Bayerischen Landesamtes für Statistik Tabelle 12411-003r Fortschreibung des Bevölkerungsstandes: Gemeinden, Stichtag (Einwohnerzahlen auf Grundlage des Zensus 2011)
2. ↑  Bayerische Landesbibliothek Online
3. ↑  Gedenkstätten für die Opfer des Nationalsozialismus. Eine Dokumentation, Band 1. Bundeszentrale für politische Bildung, Bonn 1995, ISBN 3-89331-208-0, S. 139